# Rebia ibne Amade ibne Tulune

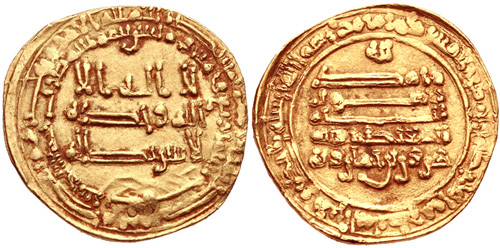
Dinar de ouro de Harune emitido em Alepo em 896/897

Rebia ibne Amade ibne Tulune (Rabi'a ibn Ahmad ibn Tulun) foi filho do fundador do Reino Tulúnida, Amade ibne Tulune (r. 868–884). Em 897, rebelou-se contra seu sobrinho Harune ibne Cumarauai (r. 896–904), em Alexandria, com o apoio de tropas berberes. Ao ser derrotado, foi executado por flagelação no mesmo outono.